# Studia Lulliana
Studia Lulliana és una revista editada a Palma i dedicada als estudis sobre la vida i l'obra de Ramon Llull.
Va ser fundada el 1957 amb el títol d'Estudios Lulianos per Sebastià Garcies Palou, que en va ser el primer director, com a òrgan de la Maioricensis Schola Lullistica. Després d'ell, n'han estat directors Sebastià Trias (1987-1991) i Jordi Gayà (1992-1996). La revista s'ha centrat en els diversos aspectes de la investigació lul·liana. De bon començament era de periodicitat quadrimestral, però a partir de 1982 esdevingué semestral. El 1991 passà a dir-se Studia Lulliana. Es redacta en català, francès, alemany, castellà i italià. Hi han col·laborat entre altres Miquel Batllori, Lola Badia, Anthony Bonner, Salvador Galmés. Francesc de B. Moll, Robert D.F. Pring-Mill, Llorenç Riber, Jordi Rubió i Balaguer, Friedrich Stegmüller i Johannes Stöhr. El consell editor està format per: Anthony Bonner (director), Maria Isabel Ripoll (secretària), Lola Badia, Jordi Gayà, Pere Rosselló i Josep-Enric Rubio.